# Ајуб Кан
Мухамед Ајуб Кан (14. мај 1907 – 19. април 1974), познатији као Ајуб Кан, био је пакистански војни официр који је служио као други председник Пакистана од 1958. до 1969. године. Претходно је служио као трећи заповедник пакистанске војске од 1951. до 1958. године.

## Биографија
Рођен је Северозападној пограничној провинцији, а школовао се на муслиманском универзитету Алигарх и обучавао на Краљевском војном колеџу у Сендхерсту. Говорио је урду, пашту, енглески и регионални дијалект хиндко. Борио се у Другом светском рату на британској страни против јапанске царске војске. Након поделе Индије августа 1947. придружио се пакистанској војсци и био постављен у Источни Бенгал. Године 1951. постао је први домаћи врховни заповедник, наследивши генерала Сер Дагласа Грејсија. Од 1953. до 1958. служио је у цивилној влади као министар одбране и унутарњих послова и подржао је одлуку председника Искандара Али Мирзе да уведе ванредно стање против администрације премијера Ферозе Кана 7. октобра 1958. године. Две недеље касније, након слома у цивилно-војним односима, Кан је преузео председничку дужност у војном удару, првом у историји земље.
Као председник, Кан је повукао контроверзан потез, именовавши генерала Мухамеда Мусу да га замиени као врховног заповедника, заменивши истакнуте високе официре као што су били генерал Адам Кан, генерал Шер Али Кан Патауди и генерал Латиф Кан. Повезао је Пакистан са Сједињеним Америчким Државама и допустио амерички приступ ваздушним базама унутар Пакистана, пре свега ваздушној бази изван Пешавара, из које су покретане шпијунске мисије над Совјетским Савезом. Односи са суседном Кином су ојачани, али његово сврставање уз САД погоршало је односе са Совјетским Савезом 1962. године. Покренуо је операцију Гибралтар против Индије 1965, што је довело до рата. То је довело до застоја и мир је враћен путем Ташкентске декларације. На унутарњем плану, Ајуб се у то време придружио политици лесе фер коју су тада спроводиле западне нације. Кан је приватизовао државне индустрије и покренуо либерализацију привреде. Велики прилив стране помоћи и инвестиција довео је до најбрже растуће привреде у јужној Азији. Његов је мандат такође обележила изградња хидроелектрана, брана и акумулација. Под Ајубом је успостављен пакистански свемирски програм, а земља је 1962. лансирала своју прву свемирску мисију без посаде. Међутим, неуспех аграрних реформи и слаб порески систем значили су да је већина тог раста пала у руке елите. Године 1965. Кан је ушао у председничку утрку као кандидат Конвенцијске муслиманске лиге како би се супротставио опозиционој кандидаткињи Фатими Џина. Ајуб је победио на изборима и поновно је изабран за други мандат. Године 1967, неодобравање повећања цена хране потакнуло је демонстрације диљем земље које је водио Зулфикар Али Буто. Након пеотеста у источном Пакистану, Ајуб је дао оставку марта 1969. и именовао Јаја Кана за новог председника. Касније, борећи се с кратком болешћу, преминуо је 1974. године.
Кан је и даље председник земље с најдуљим стажем и други шеф државе с најдужим стажем у историји Пакистана. Његова оставштина остаје мешовита; његово се доба често назива "Деценија развоја". Кан је заслужан за економски просперитет и индустријализацију. Критичари га осуђују за почетак првог од упада обавештајних агенција у националну политику, за концентрацију богатства у неколицини корумпираних руку и за географски дискриминирајућу политику која је касније довела до рата за ослобођење Бангладеша.